# ريبيكا شامبرس (شخصية خيالية)
ريبيكا شامبرس (بالإنجليزية: Rebecca Chambers) ، هي شخصية من شخصيات ريزدنت إيفل ، ظهرت في الجزء الأول من سلسلة ألعاب الرعب الشهيرة وجزء زيرو .

## قصة
ظهرت ريبيكا في الجزء الأول من اللعبة سنة 1996 وهي من فريق ستارز داخل القصر المهجور وتظهر كشخصية رئيسية في ريزدنت إيفل زيرو .>
.

## وصلات خارجية
- Rebecca Chambers - Resident Evil Wiki
- Rebecca Chambers - Stars - IGN نسخة محفوظة 25 يناير 2013 at Archive.is
- Rebecca Chambers at the قاعدة بيانات الأفلام على الإنترنت